# Johann Christian Thomae

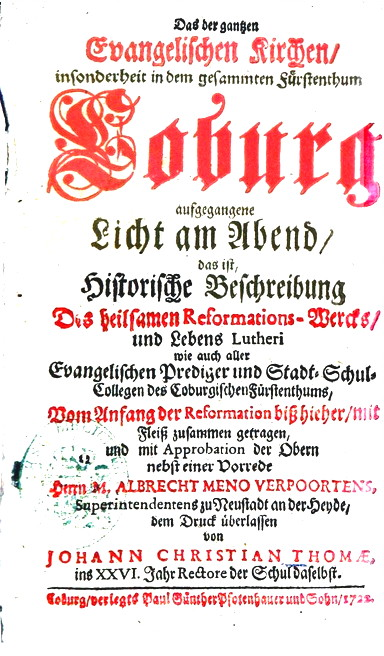
Johann Christian Thomae Licht am Abend, 1722

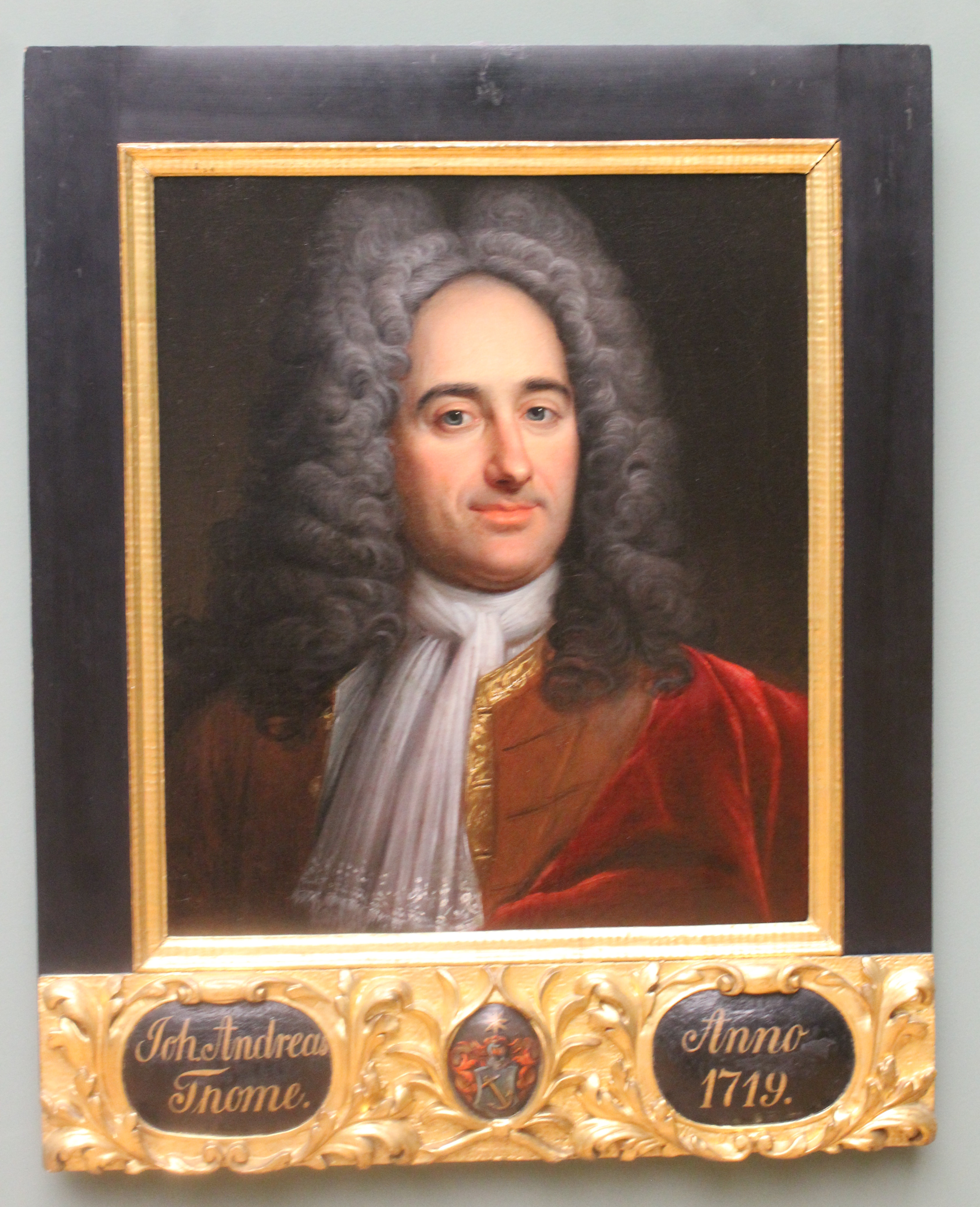
Porträt von Johann Christian Thomae

Johann Christian Thomae (* 5. April 1668 in Heldburg; † 19. März 1724 in Neustadt bei Coburg) war ein deutscher Historiker und Rektor in Neustadt.

## Leben
Thomae wurde am 5. April 1668 in Heldburg im Haus seines Großvaters geboren. Sein Vater war Stephan Thomae, Pfarrer in Wiesenfeld, später in Neuhaus und Sonnefeld. Seine Mutter war Cordula geb. Buchenröder, die Tochter des Superintendenten Michael Buchenröder. 1682 wurde Thomae in das Hochfürstliche Gymnasium in Coburg aufgenommen. Ab 1688 studierte er an der Universität Jena. Nach dem Studium wirkte er als Lehrer und wurde 1697 in das Rektorat in Neustadt bei Coburg berufen. 1722 („ins XXVI. Jahr Rectore der Schul daselbst“) wurde seine Chronik der Reformation im Herzogtum Coburg in Coburg gedruckt. Er starb am 19. März 1724.

## Werke
- Kind-schuldiges Ehren-Gedächtnis, dem weiland Wohl Ehrwürdigen, Großachtbahrn, und in Gott andächtig Wohlgelehrten Herrn Stephano Thomae. Mönch, Coburg 1707
- Das der gantzen Evangelischen Kirchen, insonderheit in dem gesammten Fürstenthum Coburg aufgegangene Licht am Abend / das ist, Historische Beschreibung des heilsamen Reformations-Wercks und Lebens Lutheri, wie auch aller evangelischen Prediger und Stadt-Schul-Collegen des Coburgischen Fürstenthums, vom Anfang der Reformation biß hieher. Paul Günther Pfotenhauer und Sohn, Coburg 1722